# Chaffee County
Chaffee County [ˈtʃæfi] ist eine Verwaltungseinheit (County) im zentralen Teil des US-Bundesstaates Colorado. Der Verwaltungssitz (County Seat) ist Salida.

## Geographie
Das County wird von Norden her im Uhrzeigersinn von Lake, Park, Fremont, Saguache, Gunnison und im Nordwesten zu einem kleinen Teil von Pitkin umschlossen.
Das Chaffee County liegt innerhalb der Rocky Mountains inmitten der Bergketten Sawatch und Mosquito. Rund 16.000 Menschen leben überwiegend in kleineren Siedlungen entlang des Arkansas River, der Chaffee vollständig von Nord nach Süd durchfließt. Benannt ist der 1879 entstandene Verwaltungsbezirk nach Jerome Bunty Chaffee; einem aus Colorado stammenden US-Senator.
Mehrere Viertausender, die größtenteils die Namen von berühmten Universitäten wie Harvard, Yale, Princeton und Oxford tragen, finden sich in der Sawatch-Bergkette.

## Demografische Daten

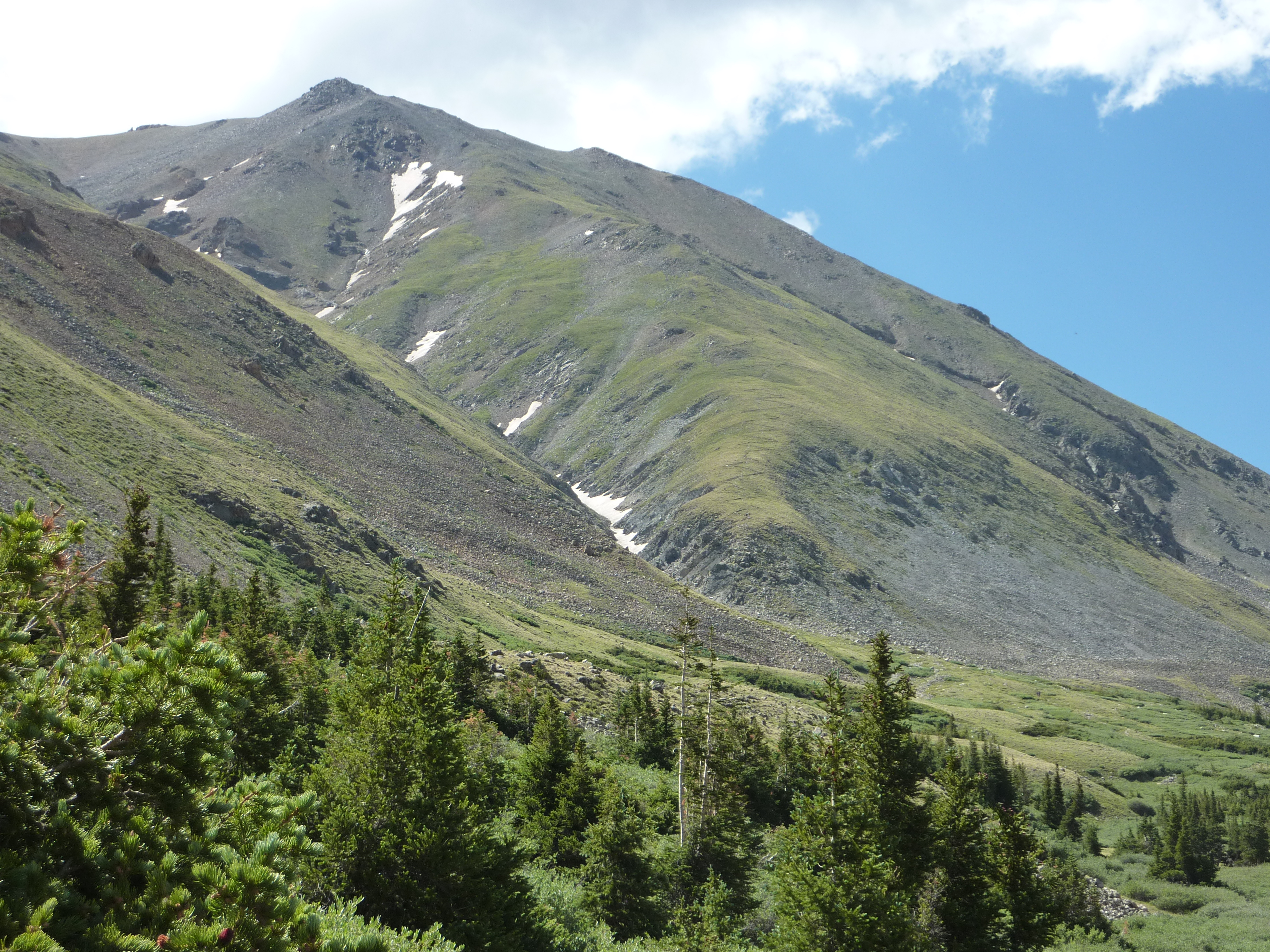
Der Mount Bedford

Nach der Volkszählung im Jahr 2000 lebten im County 16.242 Menschen. Es gab 6.584 Haushalte und 4.365 Familien. Die Bevölkerungsdichte betrug 6 Einwohner pro Quadratkilometer. Ethnisch betrachtet setzte sich die Bevölkerung zusammen aus 90,94 Prozent Weißen, 1,58 Prozent Afroamerikanern, 1,09 Prozent amerikanischen Ureinwohnern, 0,44 Prozent Asiaten, 0,05 Prozent Bewohnern aus dem pazifischen Inselraum und 4,21 Prozent aus anderen ethnischen Gruppen; 1,69 Prozent stammten von zwei oder mehr Ethnien ab. 8,58 Prozent der Bevölkerung waren spanischer oder lateinamerikanischer Abstammung.
Von den 6.584 Haushalten hatten 25,2 Prozent Kinder und Jugendliche unter 18 Jahre, die bei ihnen lebten. 56,7 Prozent waren verheiratete, zusammenlebende Paare, 6,8 Prozent waren allein erziehende Mütter. 33,7 Prozent waren keine Familien. 28,4 Prozent waren Singlehaushalte und in 11,2 Prozent lebten Menschen im Alter von 65 Jahren oder darüber. Die Durchschnittshaushaltsgröße betrug 2,26 und die durchschnittliche Familiengröße lag bei 2,77 Personen.
Auf das gesamte County bezogen setzte sich die Bevölkerung zusammen aus 19,7 Prozent Einwohnern unter 18 Jahren, 7,7 Prozent zwischen 18 und 24 Jahren, 28,0 Prozent zwischen 25 und 44 Jahren, 27,5 Prozent zwischen 45 und 64 Jahren und 17,0 Prozent waren 65 Jahre alt oder darüber. Das Durchschnittsalter betrug 42 Jahre. Auf 100 weibliche Personen kamen 113,6 männliche Personen, auf 100 Frauen im Alter ab 18 Jahren kamen statistisch 116,2 Männer.
Das jährliche Durchschnittseinkommen eines Haushalts betrug 34.368 USD, das Durchschnittseinkommen der Familien betrug 42.043 USD. Männer hatten ein Durchschnittseinkommen von 30.770 USD, Frauen 22.219 USD. Das Prokopfeinkommen betrug 19.430 USD. 11,7 Prozent der Bevölkerung und 7,4 Prozent der Familien lebten unterhalb der Armutsgrenze. Darunter waren 17,3 Prozent der Bevölkerung unter 18 Jahren und 10,2 Prozent der Einwohner ab 65 Jahren.

## Kultur und Sehenswürdigkeiten
46 Bauwerke, Stätten und historische Bezirke (Historic Districts) des Countys sind im National Register of Historic Places („Nationales Verzeichnis historischer Orte“; NRHP) eingetragen (Stand 17. August 2022), darunter das Gerichts- und Verwaltungsgebäude des County, mehrere Brücken und Schulen.
Die Geisterstadt St. Elmo, etwa 55 km nordöstlich von Salida, wurde 1880 gegründet und ab den 1920er Jahren wieder verlassen. Sie ist seit September 1979 unter der Bezeichnung  St. Elmo Historic District im NRHP eingetragen. Sie ist ein beliebtes Ziel für Touristen, Angler und Jäger.

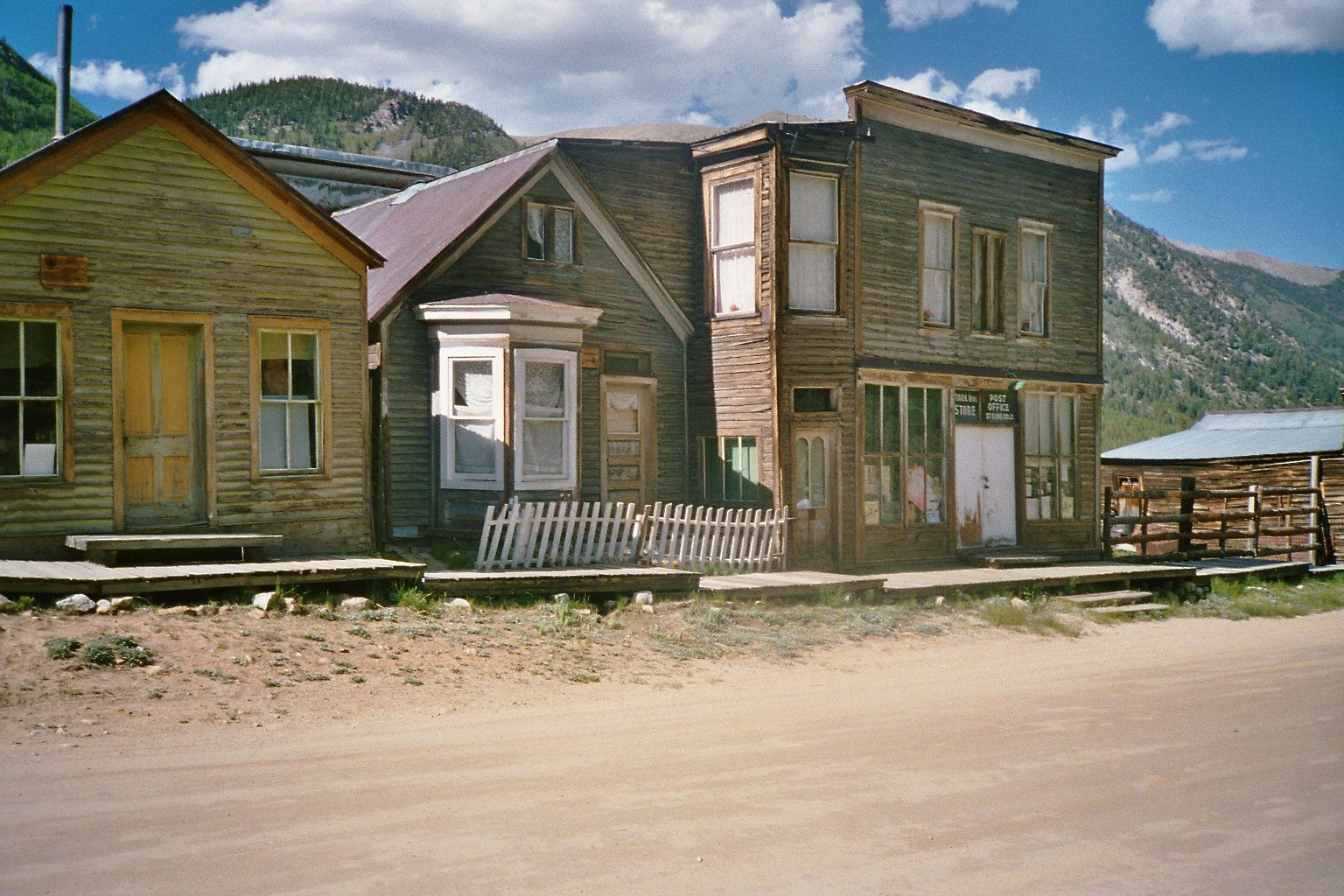
Geisterstadt St.Elmo
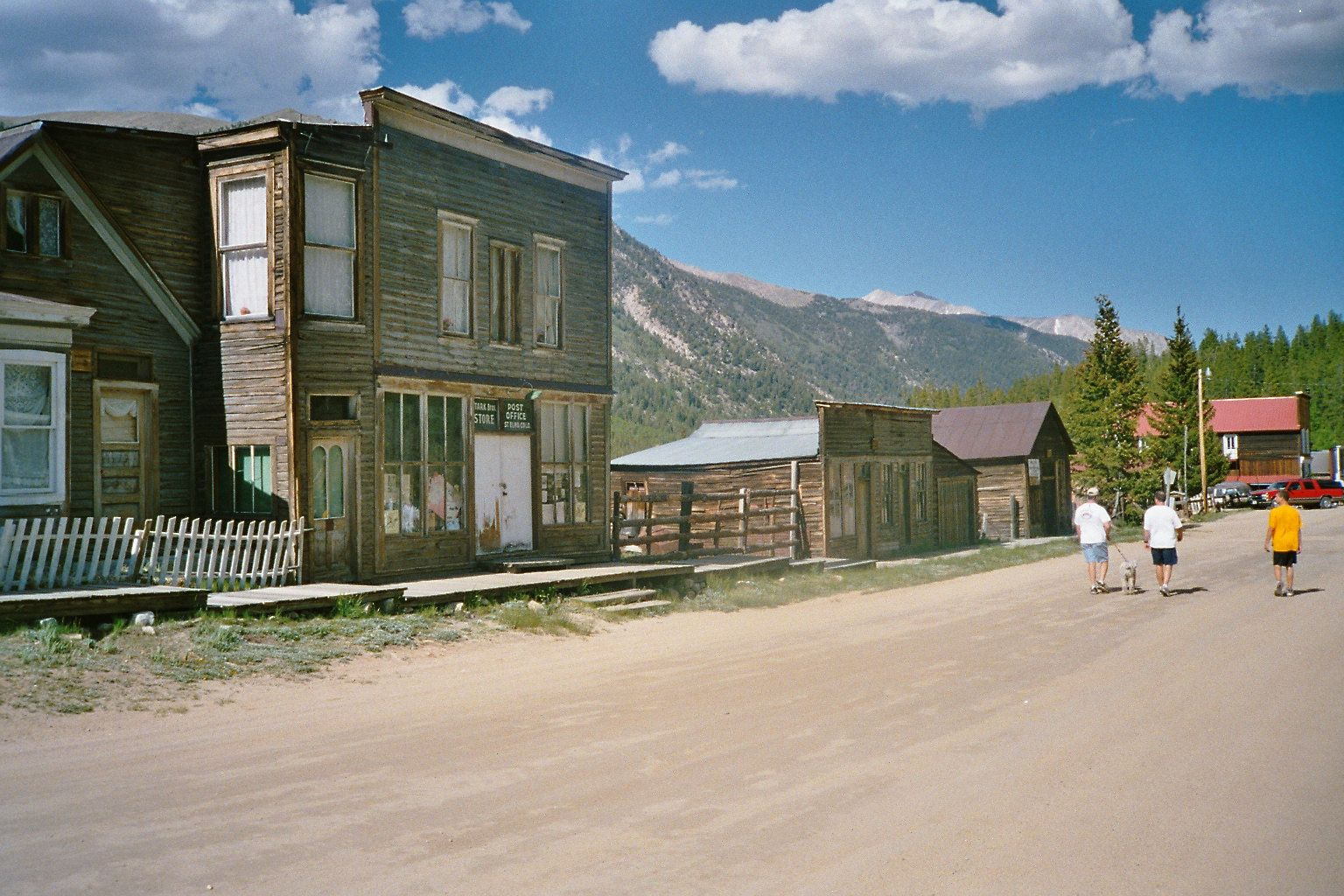
Geisterstadt St.Elmo
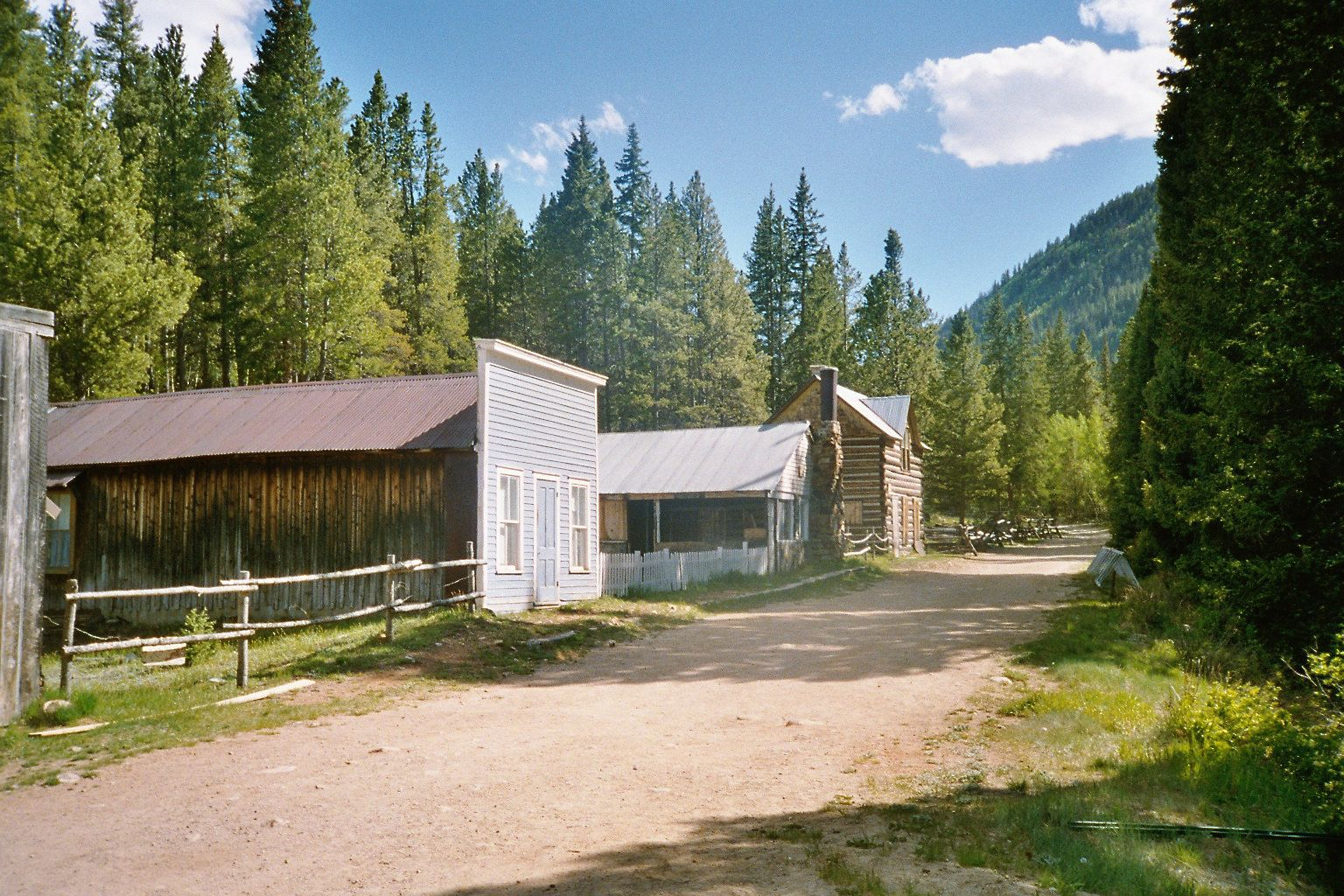
Geisterstadt St.Elmo
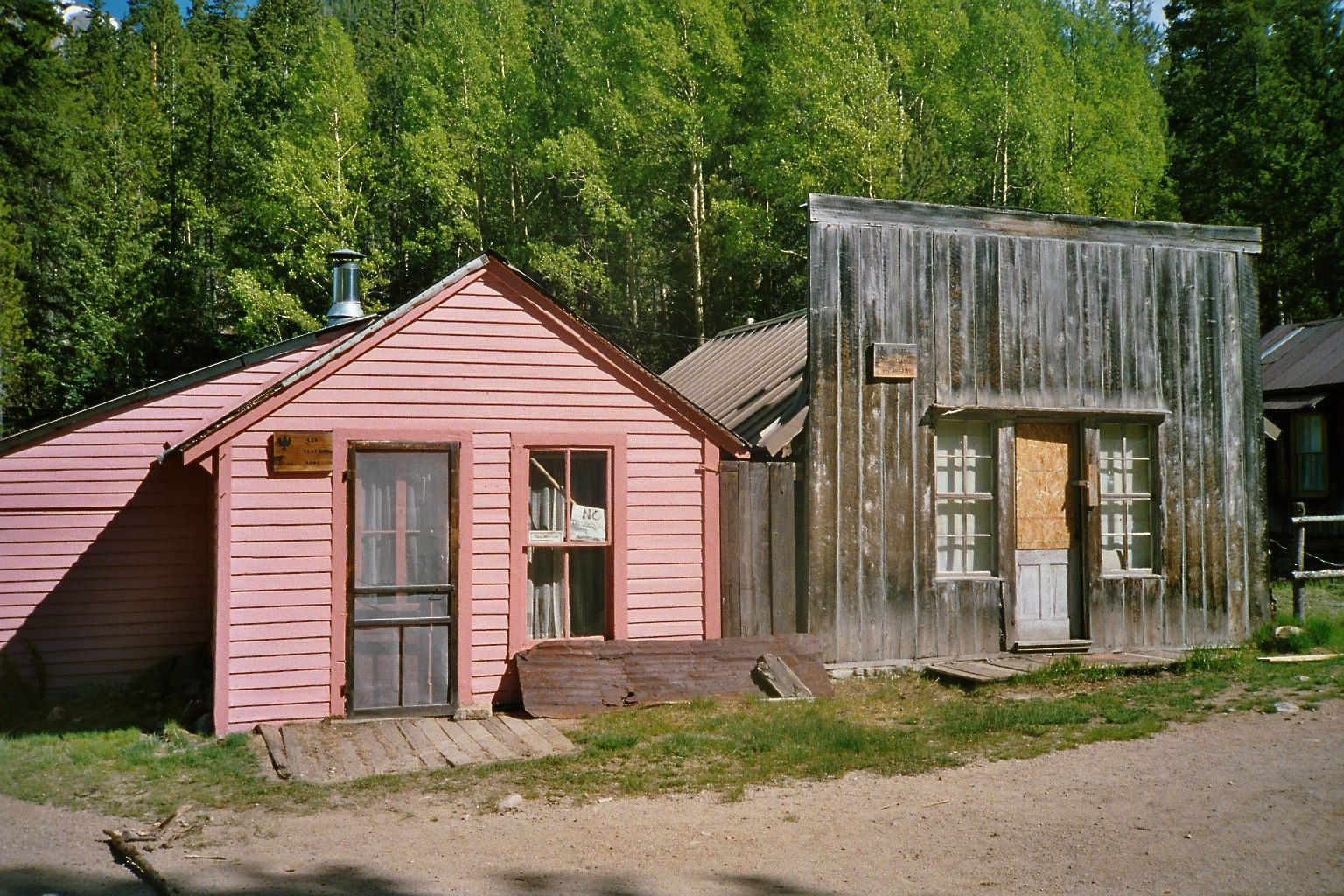
Geisterstadt St.Elmo
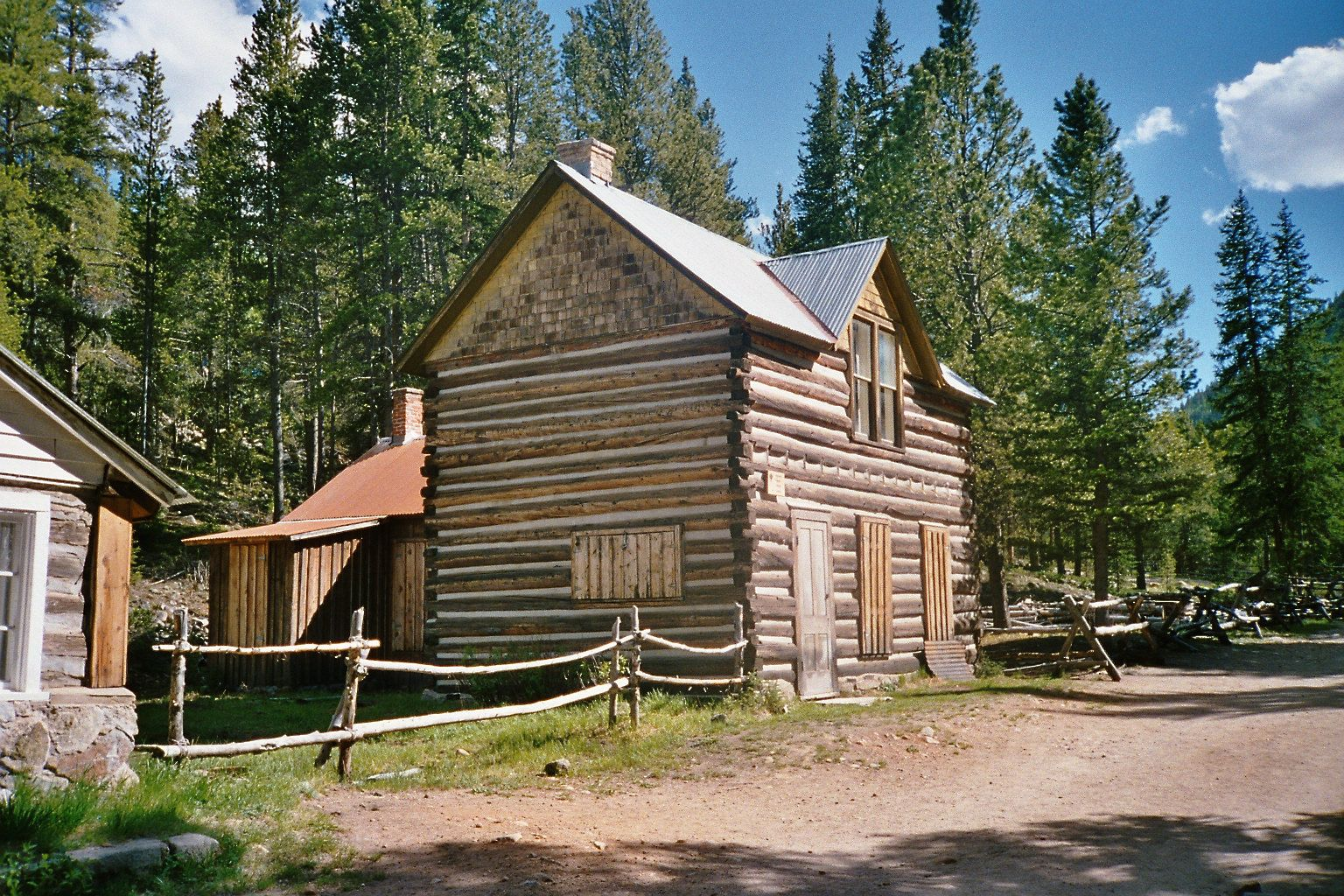
Geisterstadt St.Elmo
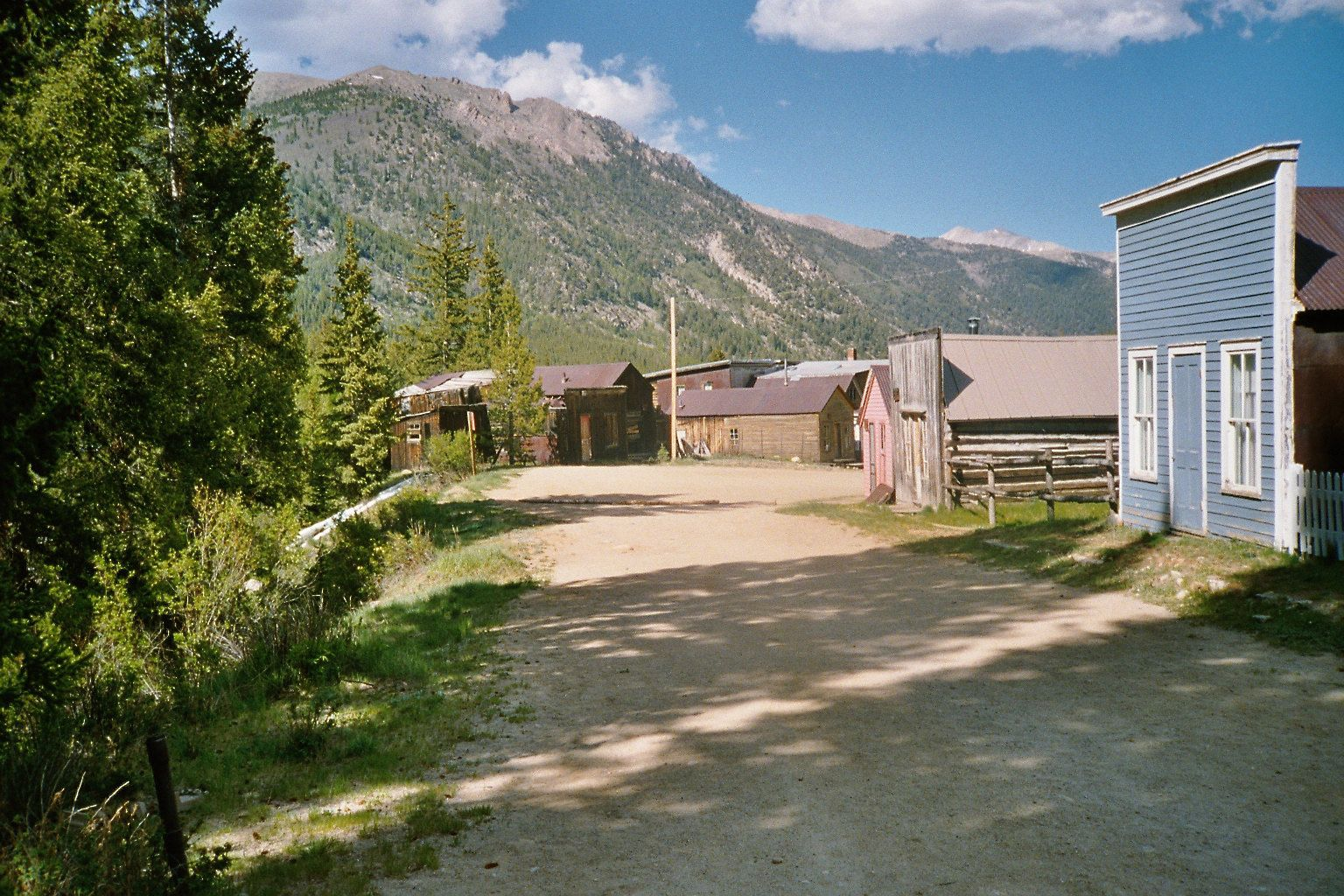
Geisterstadt St.Elmo
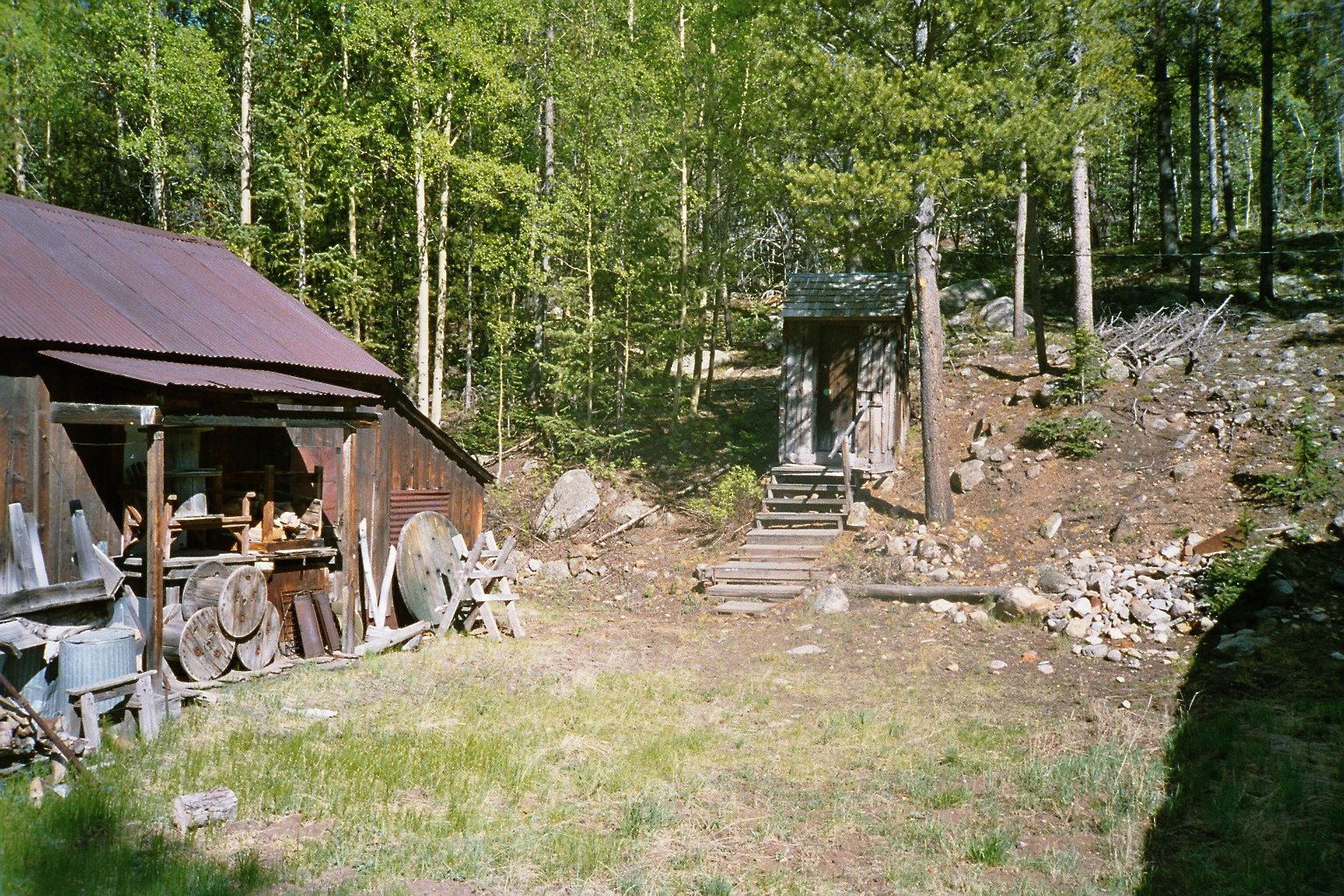
Geisterstadt St.Elmo
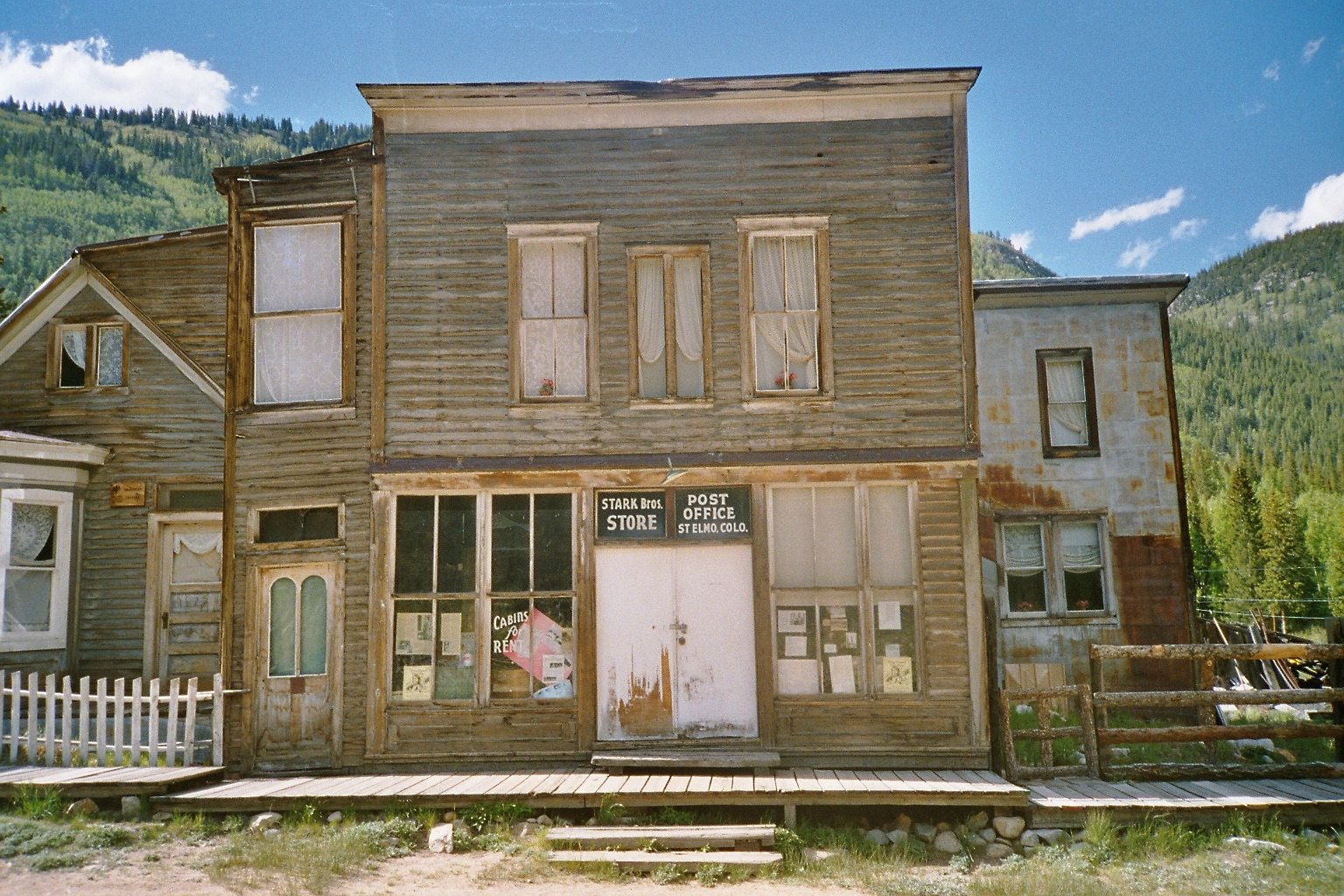
Geisterstadt St.Elmo.

## Orte im Bezirk
- Americus
- Belleview
- Browns Canon
- Buena Vista
- Centerville
- Cleora
- Futurity
- Garfield
- Granite
- Johnson Village
- Maysville
- Newett
- Poncha Springs
- Princeton
- Riverside
- Rockdale
- Salida
- Smeltertown
- Turret
- Vicksburg
- Winfield